# Bikram-Yoga

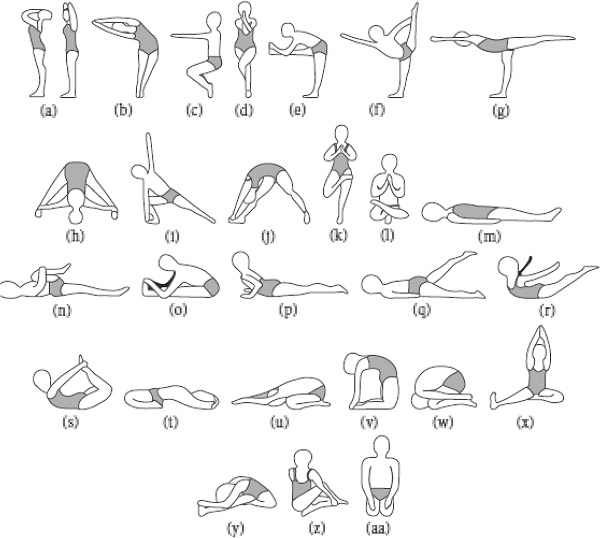
Sequenzen im Bikram Yoga

Bikram Yoga ist am ehesten als eine Form des Hot Yoga einzuordnen und wurde von Bikram Choudhury vermarktet. Er wurde 1946 in Kalkutta geboren und ist Schüler von Bishnu Charan Ghosh (Bruder des Paramahansa Yogananda).  Die 26 Yoga-Übungen, bestehend aus 24 Körperübungen (Asanas) und 2 Atemübungen (Pranayama), werden in einem heißen Raum (bei ca. 35–40 °C) praktiziert. Der heiße Raum soll eine sichere Muskel- und Sehnenarbeit möglich machen, vor Verletzungen schützen und das Schwitzen soll den Körper „entgiften“.
Bikram Choudhury versuchte, die als seine dargestellte Yoga-Methode zu schützen. Ein amerikanisches Gericht wies seine Ansprüche jedoch am 8. Mai 2015 zurück. Durch die durch den Yogi Mukul Dutta verursachte Veröffentlichung der schriftlichen Lehre von Bishnu Charan Ghosh (YOGA-CURE) ist belegt, dass die Stellungen und die Abfolge dieser Stellungen keineswegs durch Bikram entwickelt wurden, sondern die Schöpfung und somit eine Kopie der Lehre seines Meisters Bishnu Charan Ghosh sind. Ein weiterer Kritikpunkt an den Lehren Bikram Choudhurys sind Anschuldigungen wegen sexueller Übergriffe, rassistischer und weiterer Diskriminierungen, welche aber nie zu einer offiziellen Verurteilung führten, wohl aber zu Vergleichen mit den Opfern.

## Liste der Übungen
| #  | Sanskrit                                       | Deutsch                                                                                     |
| -- | ---------------------------------------------- | ------------------------------------------------------------------------------------------- |
| 1  | Pranayama Series                               | Tiefenatmung                                                                                |
| 2  | Ardha Chandrasana – Pada-Hastasana             | halber Mond mit Rück- und Vorwärtsbeuge                                                     |
| 3  | Utkatasana                                     | Hockstellung, dreifach Kombination aus Kniebeuge und Zehenstandsübungen                     |
| 4  | Garudasana                                     | Adlerhaltung                                                                                |
| 5  | Dandayamana – JanuShirasana                    | Stirn-zum-Knie im Stehen                                                                    |
| 6  | Dandayamana – Dhanurasana                      | Stehender Bogen                                                                             |
| 7  | Tuladandasana                                  | Waage                                                                                       |
| 8  | Dandayamana – Bibhaktapada – Paschimottanasana | Stirn-zum-Boden in der Grätsche                                                             |
| 9  | Trikonasana                                    | Dreieck, Bikram- (mit Ellenbogen vor dem Knie und Fingerspitzen zw. großen und zweiten Zeh) |
| 10 | Dandayamana – Bibhaktapada – Janushirasana     | Stirn-zum-Knie in der Grätsche                                                              |
| 11 | Tadasana                                       | Baum                                                                                        |
| 12 | Padangustasana                                 | Zehenstand – aus dem Baum heraus hinsetzen                                                  |
| 13 | Savasana                                       | Totenstellung                                                                               |
| 14 | Pavanamuktasana                                | Wind Removing Pose – Bauchpresse                                                            |
| 15 | Sit Up                                         | Sit up                                                                                      |
| 16 | Bhujangasana                                   | Kobra                                                                                       |
| 17 | Salabhasana                                    | Heuschrecke                                                                                 |
| 18 | Poorna – Salabhasana                           | volle Heuschrecke – Flugzeug                                                                |
| 19 | Dhanurasana                                    | liegender Bogen                                                                             |
| 20 | Supta – Vajrasana                              | Heldenstellung                                                                              |
| 21 | Ardha – Kurmasana                              | halbe Schildkröte                                                                           |
| 22 | Ustrasana                                      | Kamel                                                                                       |
| 23 | Sasangasana                                    | Kaninchen                                                                                   |
| 24 | Janushirasana – Paschimottanasana              | Kopf zu den Knien – Streckung im Sitzen                                                     |
| 25 | Ardha – Matsyendrasana                         | Wirbelsäulendrehsitz                                                                        |
| 26 | Kapalabhati                                    | Kapalabhati-Bikram-Atmung – Feueratmung durch den Mund                                      |

## Kritik
- Der Wasser- und Elektrolyteverlust, der durch die Hitze ausgelöst wird, kann zu Muskelkrämpfen und Kreislaufkollaps führen. Daher sollten Herz- oder Kreislauf-Probleme, wie zu niedriger oder zu hoher Blutdruck, von einem Arzt abgeklärt werden.[5]
- Das Aufwärmen ist durch die Raumtemperatur nicht gegeben, sondern erfolgt erst bei der aktiven Anspannung der Muskeln.[5]
- Die angebliche „Entgiftung“ ist wissenschaftlich nicht haltbar.[6][7]